# Ditsaan-Ramain

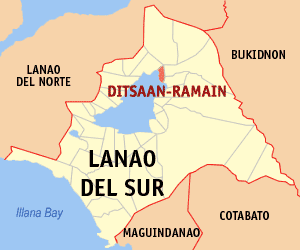
Bản đồ Lanao del Sur với vị trí của Ditsaan-Ramain

Ditsaan-Ramain là một đô thị hạng 4 ở tỉnh Lanao del Sur, Philippines. Theo điều tra dân số năm 2000 của Philipin, đô thị này có dân số 19.157 người trong 2.682 hộ.

## Các đơn vị hành chính
Ditsaan-Ramain được chia ra 34 barangay.
| - Bagoaingud - Barimbingan - Bayabao - Buadi Babai - Buadi Alao - Buadi Oloc - Pagalongan Buadiadinga - Dado - Dangimprampiai - Darimbang - Dilausan - Ditsaan | - Gadongan - Pagalongan Ginaopan - Baclayan Lilod - Linamon - Lumbatan Ramain - Buayaan Madanding - Maindig Ditsaan - Mandara - Maranao Timber (Dalama) - Pagalongan Proper - Polo | - Ramain Poblacion - Ramain Proper - Baclayan Raya - Buayaan Raya - Rantian - Sundiga Bayabao - Talub - Buayaan Lilod - Bubong Dangiprampiai - Pagalongan Masioon - Sultan Pangadapun |